# Saint-Paul-lès-Monestier
Saint-Paul-lès-Monestier is een gemeente in het Franse departement Isère (regio Auvergne-Rhône-Alpes) en telt 220 inwoners (1999). De plaats maakt deel uit van het arrondissement Grenoble.

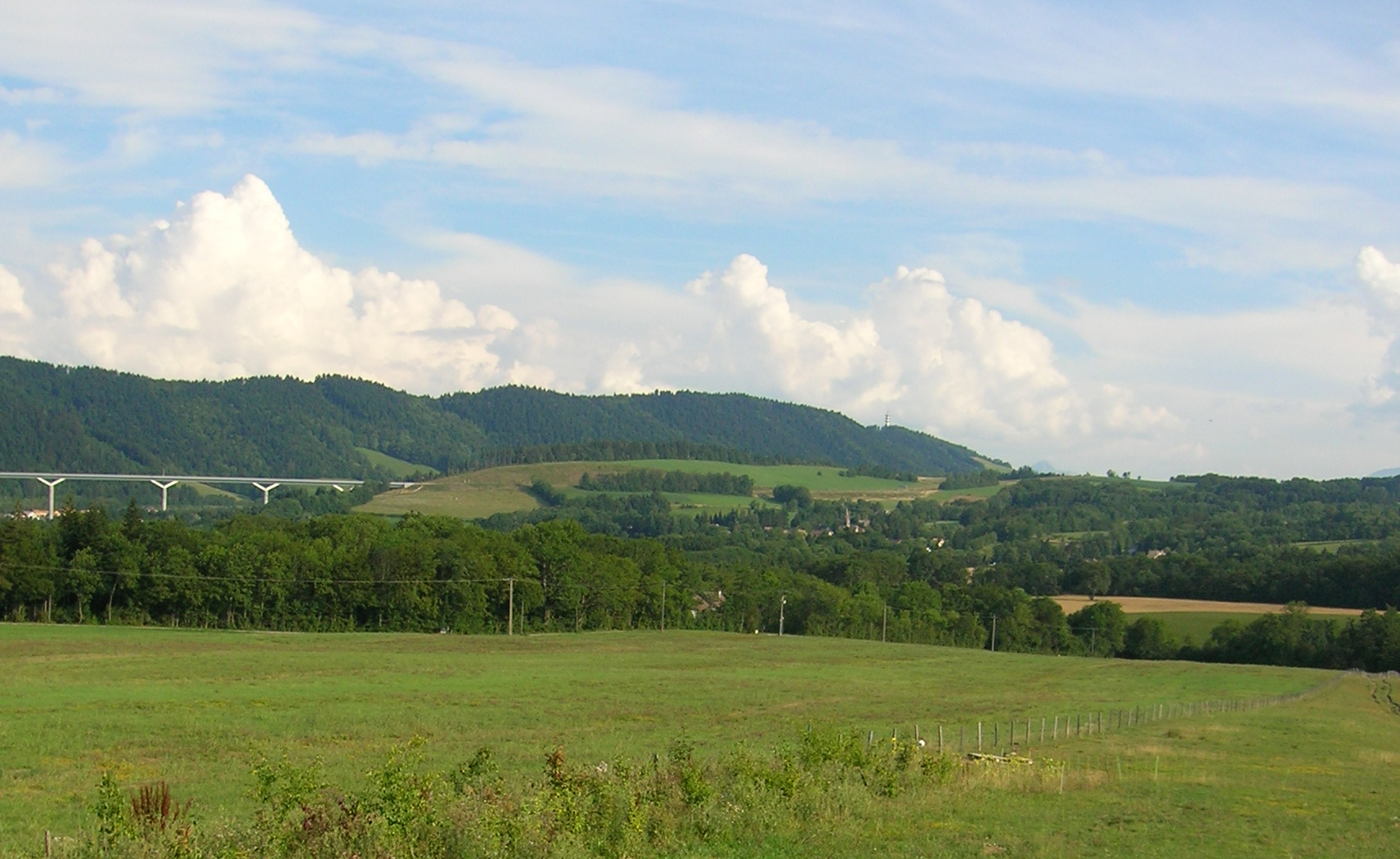
Saint-Paul-lès-Monestier
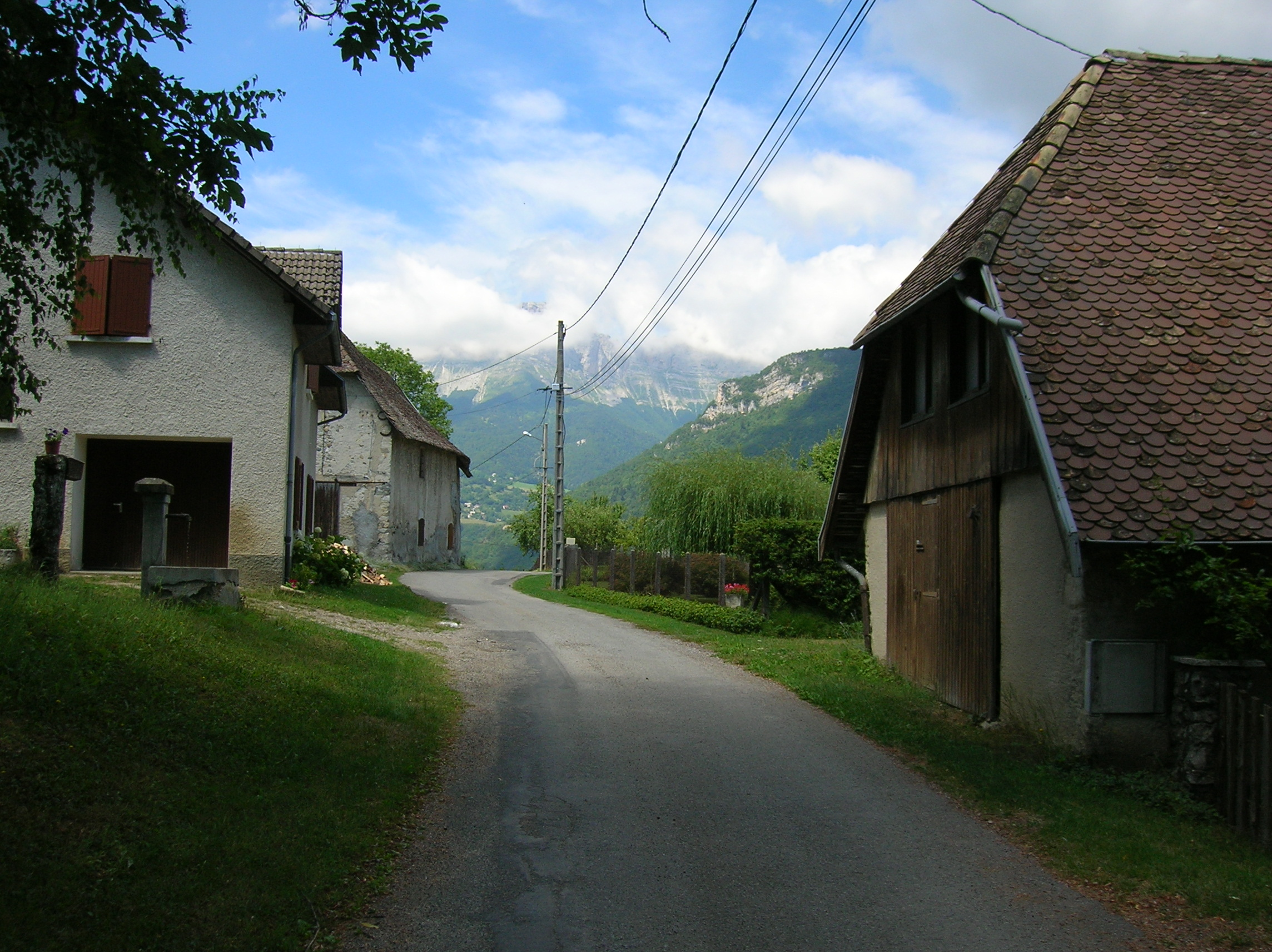
Saint-Paul-lès-Monestier

## Geografie
De oppervlakte van Saint-Paul-lès-Monestier bedraagt 13,6 km², de bevolkingsdichtheid is 16,2 inwoners per km².
De onderstaande kaart toont de ligging van Saint-Paul-lès-Monestier met de belangrijkste infrastructuur en aangrenzende gemeenten.

## Demografie
Onderstaande figuur toont het verloop van het inwonertal (bron: INSEE-tellingen).